# Robert E. Sherwood
Robert Emmet Sherwood (* 4. April 1896 in New Rochelle, New York; † 14. November 1955 in New York City) war ein US-amerikanischer Dramatiker und Drehbuchautor.

## Leben und Werk
Robert E. Sherwood war eines von fünf Kindern des Arthur Sherwood und der Malerin Rosina Emmet Sherwood. Er war zunächst als Filmkritiker tätig, bevor er als Autor von Dramen und Drehbüchern hervortrat. Für seine Bühnenstücke Idiot's Delight (1936), Abe Lincoln in Illinois (1938) und There Shall Be No Night (1940) gewann er jeweils den Pulitzer-Preis für Theater (Drama). Für seine Drehbuchadaption des Romans Glory for Me von MacKinlay Kantor für den Spielfilm Die besten Jahre unseres Lebens (The Best Years of Our Lives, 1946) wurde er 1947 mit dem Oscar für das „beste adaptierte Drehbuch“ ausgezeichnet. 
Sein Patriotismus veranlasste ihn, sich während des Zweiten Weltkriegs als Redenschreiber für Präsident Franklin D. Roosevelt zu betätigen. Er beschrieb den Lebensweg von Harry Hopkins und dessen Mitwirkung und Einfluss auf den New Deal und die Politik Roosevelts im Zweiten Weltkrieg in Roosevelt und Hopkins (Roosevelt and Hopkins. An Intimate History, 1948), für das er 1949 einen weiteren Pulitzer-Preis sowie den Bancroft-Preis erhielt.

## Werk

### Bühnenstücke
- The Road to Rome, 1927 (dt. Hannibal ante portas! Der Marsch auf Rom, 1928)
- The Love Nest, 1927
- The Queen's Husband, 1928 (dt. Palais Royal, 1933)
- Waterloo Bridge, 1930 (dt. Die Waterloo-Brücke, 1931)
- This is New York, 1930
- Reunion in Vienna, 1931
- Acropolis, 1933
- The Petrified Forest, 1935 (dt. Der versteinerte Wald)
- Tovarich, 1935
- Idiot's Delight, 1936
- Abe Lincoln in Illinois, 1938 (dt. Abraham Lincoln in Illinois, ca. 1946–1948)
- There Shall Be No Night, 1940
- The Rugged Path, 1945
- Small War on Murray Hill

### Bücher
- The Best Moving Pictures of 1922–1923. Also Who's Who in the Movies and the Yearbook of the American Screen, Small, Maynard & Company, Boston 1923
- Roosevelt and Hopkins. An Intimate History, Harper, New York 1948 (dt. Roosevelt und Hopkins, Wolfgang Krüger, Hamburg 1950)

### Filmografie
Drehbuch
- 1934: Die scharlachrote Blume (The Scarlet Pimpernel)
- 1935: Ein Gespenst geht nach Amerika (The Ghost Goes West)
- 1938: Die Abenteuer des Marco Polo (The Adventures of Marco Polo)
- 1938: Besuch zur Nacht (Divorce of Lady X)
- 1940: Rebecca
- 1946: Die besten Jahre unseres Lebens  (The Best Years of Our Lives)
- 1947: Jede Frau braucht einen Engel (The Bishop’s Wife)
- 1953: Ein Mann auf dem Drahtseil (Man on a Tightrope)

Literarische Vorlage
- 1927: The Private Life of Helen of Troy
- 1931: The Royal Bed
- 1931: Waterloo Bridge
- 1932: Two Kinds of Women
- 1933: Rendez-vous in Wien (Reunion in Vienna)
- 1935: Der versteinerte Wald  (The Petrified Forest)
- 1937: Tovarich
- 1939: Idiot’s Delight
- 1940: Abe Lincoln in Illinois
- 1940: Ihr erster Mann (Waterloo Bridge)
- 1954: Jupiters Liebling (Jupiter’s Darling)
- 1955: Gaby

## Auszeichnungen
- 1936: Pulitzer-Preis für Theater (Drama) für Idiot's Delight (1936)
- 1939: Pulitzer-Preis für Theater (Drama) für Abe Lincoln in Illinois (1938)
- 1941: Pulitzer-Preis für Theater (Drama) für There Shall Be No Night (1940)
- 1947: Oscar für das Drehbuch zu Die besten Jahre unseres Lebens (1946)
- 1949: Pulitzer-Preis für Biographie oder Autobiographie für Roosevelt and Hopkins (1948)
- 1949: Bancroft-Preis für Roosevelt and Hopkins (1948)

1937 wurde er in die American Academy of Arts and Letters gewählt.